# Příběh rytíře
Příběh rytíře je americká akční a romantická filmová komedie z roku 2001. Její děj se odehrává v době středověku a je velice volně spjatý s Rytířovou povídkou, jednou z Canterburských povídek napsaných Geoffreym Chaucerem ve 14. století. 
Film se natáčel v Česku v Kraji Vysočina, přesněji v Ledči nad Sázavou.

## Příběh
William Tatcher (Heath Ledger) se touží stát rytířem, a proto se při jedné příležitosti, která se mu naskytne úmrtím jeho pána, rytíře Hectora, dostává na svůj první turnaj, který vyhrává. Williamovi se klání zalíbí, a proto se rozhodne, že chce pokračovat. Se svými přáteli Rolandem a Watem podstoupí výcvik, aby v turnaji obstál. Poté si mění jméno na Ulricha von Lichtenstein z Gerdenlandu (čatečně podle předlohy středověkého minesengra Oldřicha z Lichtenštejna). Získá i dalšího přítele – básníka Geofreye Chaucera, který mu vytvoří šlechtický glejt a stane se jeho heroldem. William si na turnaji nevede špatně, rozbije se mu však krunýř brnění a nemá peníze na zaplacení jeho opravy. Jediný z řemeslníků, kdo mu pomůže, je kovářka Kate, která se tak přiřadí k jeho skupině přátel. William potkává překrásnou dívku Jocelyn, do které se zamiluje, a i ona jeho náklonnost opětuje. Ale zájem o Jocelyn má i rytíř Adhemar. Když se mají Adhemar a William utkat, Adhemar se ho natolik obává, že ho jednoho večera před turnajem sleduje, když se William vydává vyhledat svého otce. Objeví, že William není urozeného původu a zařídí, aby se nemohl turnaje účastnit. Avšak svým rytířským chováním si William získá náklonnost člena královské rodiny Černého prince, který jej pasuje na sira Williama Doškaře, a tak se může William pod svým jménem utkat i s Adhemarem, kterého porazí shozením s koně a vyhrává celý turnaj.

## Tým
- režie: Brian Helgeland
- 132 minut

## Hrají
| Heath Ledger         | William                |
| Rufus Sewell         | Adhemar                |
| Shannyn Sossamon     | Jocelyn                |
| Paul Bettany         | Chaucer                |
| Laura Fraser         | Kate                   |
| Mark Addy            | Roland                 |
| Alan Tudyk           | Wat                    |
| Bérénice Bejo        | Christiana             |
| James Purefoy        | Colville               |
| Christopher Cazenove | John Thatcher          |
| Steven O'Donnell     | Simon                  |
| Karel Dobrý          | Flanderský král zbraně |
| Daniel Rous          | hrabě Lagny            |
|                      |                        |